# Inessa Galante
Inese Galante (nacida en Riga, la URSS, el 12 de marzo de 1954) es una cantante de ópera, soprano, de Letonia. Galante es conocida por la gran belleza de su tono, marcados pianisimos y sensible dominio de la dinámica y el olor. Su interpretación del Ave Maria de Vavilov (a menudo atribuido a Giulio Caccini), de su primer álbum, "Debut", en 1995, comenzó un marcado interés en todo el mundo por esta pieza.

## Carrera
Galante nació en Riga en el seno de una familia musical. Entró en la Academia Letona de Música en Riga en 1977. Siendo aún estudiante de la Academia, se convirtió en solista de la Ópera Nacional de Letonia. En paralelo con su trabajo en Riga se comprometió en producciones de ópera de otros teatros, particularmente en la Ópera Kirov (Teatro Mariinski) en San Petersburgo, la URSS, donde tuvo una fructífera colaboración con el director Valery Gergiev.
Desde 1991 hasta 1999, Galante fue solista en el Teatro Nacional de Mannheim y la Deutsche Oper am Rhein en Düsseldorf. Desde entonces ha hecho giras por todo el mundo. La voz de Galante se ha oído en el Théâtre des Champs-Élysées y el Festival de Radio France et Montpellier (Francia), y en el Festival de St Denis, el Newport Music Festival y el Gibson Hall (EE. UU.), en el Barbican Centre, el Royal Albert Hall, el Wigmore Hall y el Palacio de Kensington (Londres), en la Ópera Real de Estocolmo, en el Kremlin y el Teatro Bolshoi (Moscú), donde debutó como Adriana en la ópera de Cilea Adriana Lecouvreur en una producción de La Scala. En 2001 Galante apareció en concierto en Róterdam junto con el tenor español José Carreras.
Galante ha trabajado con directores como Yehudi Menuhin, Valery Gergiev, Zubin Mehta, Evelino Pidò, Myung-whun Chung, Miguel Ángel Gómez Martínez, Neeme Järvi, Carl Davis, John Mauceri, Stefan Soltesz, Eric Klaas, Antonio Pappano, Steven Mercurio, Alexander Vedernikov, Dmitri Kitayenko, Vassili Sinaisky, Ali Rahbari, Lawrence Renes y Vladímir Fedoséyev.

## Roles operísticos
El primer gran papel de Galante fue Violetta en La traviata de Verdi en su examen de graduación en la Academia de Música. Desde entonces, Galante ha interpreetado este papel más de cien veces en varios escenarios del mundo. Entre los diversos roles que ha asumido se encuentran: 
- Olympia en Los cuentos de Hoffmann, de Offenbach.
- Snegurochka en La doncella de nieve, de Rimski-Kórsakov.
- Gilda en Rigoletto, de Verdi.
- Leonora in Verdi's Il trovatore
- Aida, en Aída de Verdi.
- Adina en El elixir de amor, de Donizetti.
- Lucia en Lucía de Lammermoor, de Donizetti.
- Rosina en El barbero de Sevilla, de Rossini.
- Corina en El viaje a Reims, de Rossini
- Marguerite en Fausto, de Gounod.
- Magda en La rondine, de Puccini.
- Cio-Cio-San en Madama Butterfly, de Puccini.
- Mimi en La bohème, de Puccini.
- Liu en Turandot, de Puccini.
- Lauretta en Gianni Schicchi, de Puccini.
- Manon Lescaut en Manon Lescaut, de Puccini.
- Micaela en Carmen, de Bizet.
- Adriana en Adriana Lecouvreur, de Cilea.
- Vivetta en La arlesiana, de Cilea.
- Pamina en La flauta mágica, de Mozart.
- Elvira en el Don Giovanni, de Mozart.
- Nedda en Pagliacci, de Leoncavallo.
- Bella en La Bella y la Bestia, de Oliver.
- Naiad en Ariadna en Naxos, de Richard Strauss.
- 3.ª Norna en El ocaso de los dioses, de Wagner.
- Ortlinde en La valquiria, de Wagner
- Euridice en Orfeo y Eurídice de Gluck.
- Giuditta en Giuditta, de Lehár.
- Iolanta en Iolanta, de Chaikovski.
- Lisa en La dama de picas, de Chaikovski.

Además de interpretar óperas, Galante con frecuencia canta en conciertos el Réquiem de Verdi, el de Mozart, obras de Bruckner, Poulenc, Schubert, Brahms y otros compositores. En 2008 Galante interpretó las Cuatro últimas canciones de Richard Strauss para soprano y orquesta lo que era, al mismo tiempo, el estreno de esta obra en Rusia.
Galante es patrona del festival de música internacional Summertime. Ha sido recompensada con la Orden de las Tres Estrellas por el presidente de la República de Letonia. 

## Discografía
El álbum de Galante "Debut" fue disco de oro (1999) y platino (2001) en los Países Bajos después de que sus ventas pasaran de 200.000; el disco Arietta fue reconocido por la BBC para el mejor en la nominación de música clásica (2000). El disco de arias de óperas de Chaikovski (BMG, con la orquesta Royal Opera, dirigiendo Neeme Järvi) fue considerado excepcionalmente brillando, marcando la escena de la carta de tatuana como la mejor interpretación de los últimos veinte años. El disco Arias from Verdi's late operas fue elección del editor de la revista Gramophone (octubre de 2003). Classic CD describió su Cavatina de Norma como "...una Norma que rivaliza con la de la Callas...". Se la describe como una de las seguidoras más destacadas de esa legendaria cantante. Sus conciertos están grabados por Classic FM y la BBC.

### LP
- Mendelssohn, Tres motetes para voz femenina y órgano. Coro folclórico femenino "Ámbar" (Sieviešu tautas koris "Dzintars") Director Imants Cepītis, Aivars Kalējs, órgano de la catedral de Riga, solistas Inessa Galante, Antra Bigača, Olga Žarikova, Ingūna Lazdiņa. Melodiya 1987
- Canciones folclóricas judías - Inessa Galante & Jānis Sproģis & El coro de la RSS de Letonia (Grabación en vivo en la Gran Sala del Conservatorio de Moscú el 9 de junio de 1987) Melodiya 1989
- Música espiritual ("Gariga muzika") música de Jāzeps Vītols. Melodiya, Letonia 1991
- Coro "Versija" - Ziemas svētkos / "Šai svētā naktī". Ritonis, Letonia, 1991

### CD
- "Canciones de ámbar" - Canciones del coro folclórico femenino Dzintars (solo Inessa Galante) - 1983-remasterizado en 1990
- "Inese Galante. Soprano" - Orquesta sinfónica nacional de Letonia, director Aleksandrs Vilumanis 1995 (CD oro y platino). Relanzado como "Debut" por Campion.
- "Heroínas" – Gounod, Cilea, Puccini - Campion Records 1995
- "Velreiz" ("De nuevo, bis") - Arias de Albinoni 1996
- 18 canciones folclóricas judías de Maks Goldins & Rajmáninov - Canciones románticas - Campion 1996[2]
- "Encore" - Johann Strauss, Weber (compilación) 1997
- "Musica Sacra" – De la catedral de Riga. Paula Licite Ave Maria etc. dir. Juris Klavins (compilación de grabaciones en vivo 1989–1996) - Campion 1997
- "La experiencia Chaikovski" – Sergei Leiferkus, Marina Shaguch, Alexander Fedin. Orquesta del Covent Garden dirigida por Neeme Järvi, BMG[3] 1997
- "Música sacra letona" - solistas Inessa Galante, Dita Kalniņa (soprano), Ingus Pētersons (tenor), Aivars Kalējs (organ), Dita Krenberga (flute), dir. Kaspars Putniņš - 1997
- "La Traviata" – Verdi. (2 CDs grabados en vivo. Ópera Nacional Letona, 1989) - 1998
- "Arietta" – Arias barrocas, London Musici. Dirigido por M. Stephenson (Mejor grabación del año 2000 –según BBC, FM classics.) - 1999
- "Recital ruso" – en el Wigmore Hall. Roger Vignoles (piano). (Grabación en vivo de la BBC 1999) - 2000
- "ABC (Adagio en sol menor)" – Albinoni. Dirigido por Alexander Vilumanis, "Arias de soprano" – Bach J.S., "Amarilli mia bella" – Caccini. Dirigido por Mark Stephenson  - 2001
- "The Galante Choice" - 2001
- "Galante forever ..." - 2001
- "Misa en do mayor; Exultate, jubilate; Ergo interest" – Mozart. Filarmónica de Cámara checoslovaca, dirigida por D. Bostock - 2001
- "Verdi Galante. Arias de los últimos trabajos de Verdi" – Orquesta sinfónica nacional de Letonia, dirigida por Terje Mikkelsen Campion - 2003
- "Confesso" - Inessa Galante & Henk van Twillert (saxofón barítono) - 2006
- "Réquiem" - Mozart. Dirigido por Andres Mustonen - 2007
- "Stabat Mater" - Pergolesi. Stradella - Pieta Signore. Vivaldi Stabat mater. Inessa Galante, Sergejs Jēgers (alto) Conjunto de cámara dirigido por Andris Veismanis - 2008
- “Ave Maria” Inessa Galante. Órgano: Aivars Kalejs en la catedral de Riga - Lanzamiento el 17 de diciembre de 2008
- "LA GALANTE EL ALMA DE RIGA" (2 CD) Inessa Galante. Órgano: Aivars Kalejs y Mattias Wager. Lanzamiento el 14 de julio de 2011 Dom Riga

### Grabaciones en vivo no publicadas
- "Iolanta" - Chaikovski. Grabación en vivo, París, Teatro de Chatelet. 15.3.1996
- "L Arlesiana" - Cilea. Grabación en vivo, Montpellier, Festival de Radio France 07.1996
- "Gianni Schicchi" - Puccini. Grabación en vivo, Muziekcentrum Vredenburg, Utrecht. 25.04.1996
- "Madame Butterfly" - Puccini. - Grabación en vivo, Ópera Nacional de Letonia. 1999, 2000
- "Manon Lescaut" - Puccini. Grabación en vivo, Teatro Real de Ópera, Estocolmo, Suecia. 13.02.2006, 07.02.2009